# Puxin
Puxin (埔心鄉S, Pǔxīn XiāngP) è un comune di Taiwan, situato nella provincia di Taiwan e nella contea di Changhua.